# スポケーン (軽巡洋艦)
スポケーン (USS Spokane, CL/CLAA-120) は、アメリカ海軍の巡洋艦。アトランタ級軽巡洋艦（またはジュノー級軽巡洋艦）の10番艦。艦名はワシントン州スポケーンに因む。

## 艦歴
「スポケーン」はニュージャージー州カーニーのフェデラル・シップビルディング社で1944年11月15日に起工した。1945年9月22日にパトリス・マンセルによって命名・進水、1946年5月17日に艦長L. E. クリスト大佐の指揮下就役する。
就役後はニュージャージー州ベイヨン、ニューヨーク州ブルックリンと移動し、6月24日に整調巡航のためキューバのグアンタナモ湾に向けて出航し、演習および射撃訓練を行う。9月11日にニューヨークに帰還、第2艦隊に配属された「スポケーン」はヨーロッパ水域での任務のため10月7日にイギリスのプリマスに向けて出航した。
「スポケーン」は1947年1月中旬までイギリスの港を拠点に活動した。ヨーロッパでの任務期間中にスコットランド、アイルランド、ノルウェー、デンマークを訪問し、1月27日にプリマスを出航、ポルトガル、ジブラルタル、グアンタナモ湾を経由して帰国した。艦隊演習に参加後3月18日にバージニア州ノーフォークに到着、引き続いて同年夏はチェサピーク湾で艦砲射撃訓練を行い、その後9月22日から10月14日までブルックリン海軍工廠で信頼性試験を行う。「スポケーン」は10月27日、海軍記念日にノーフォークに帰還、新たな任務の準備に入る。
「スポケーン」は10月29日にノーフォークを出航、第2艦隊の僚艦と共にバミューダ沖で艦隊戦術訓練を行った。11月8日にイギリスへ向けて出航、11月16日にプリマスに到着し、大西洋東部および地中海での任務に割り当てられる。4日後、エリザベス王女の結婚を祝うため満艦飾となる。11月24日から26日までドイツのブレーマーハーフェンを訪れ、その後イギリスに帰還し戦術作戦に参加する。1947年2月、オランダのロッテルダムを訪問し、17日には王配ベルンハルトの訪問を受けた。3月1日にプリマスを出航、東海岸を経由し3月11日にノーフォークに到着した。3月18日にCLAA-120（防空軽巡洋艦）へ艦種変更された。
同年の残りは東海岸沿いの作戦活動に従事し、5月27日から9月14日まではブルックリン海軍工廠でオーバーホールが行われた。1949年1月4日、「スポケーン」は空母「フィリピン・シー (USS Philippine Sea, CV-47) 」、軽巡洋艦「マンチェスター (USS Manchester, CL-83) 」と共に地中海での任務に配属された。1月27日、アテネでギリシャ国王パウロス1世と王妃フリデリキの訪問を受ける。その後「スポケーン」は第6艦隊と共に対抗演習に参加し、トルコ、イタリア、フランス、サルジニア、チュニジア、リビア、アルジェリアの港を訪問、5月23日にノーフォークに帰還した。
同年夏は海軍第4管区の予備役兵のための訓練艦の任務に従事し、バージニア岬での訓練演習に参加した。
1949年10月24日、「スポケーン」は不活性化のためニューヨークへ向かう。1950年2月7日に退役、予備役状態でニューヨークに係留された。1966年4月1日にAG-191（雑役艦）に艦種変更され、1972年4月15日に除籍された。1973年5月17日にルリア・ブラザーズ・アンド・カンパニーに売却された。